# اریک ماسینی
اریک ماسینی (انگلیسی: Erich Massini; ۱۱ سپتامبر ۱۸۸۹ – ۲۶ ژوئیهٔ ۱۹۱۵) بازیکن فوتبال اهل امپراتوری آلمان بود.
وی همچنین در تیم ملی فوتبال آلمان بازی کرده‌است.